# Jean-Louis Sourdeau
Jean-Louis Sourdeau, né le 23 septembre 1889 à Raismes et mort le 23 mai 1976 à Marseille, est un architecte et résistant français.
Il est principalement connu pour avoir réalisé l'église Saint-Louis de Marseille.

## L'architecte
Jean-Louis Sourdeau entre d'abord à l'école régionale d'architecture de Lille où il est l'élève de Victor Laloux. Il est ensuite admis à l'École nationale supérieure des beaux-arts de Paris en 1919 et obtient son diplôme en 1920. Il exerce à Arras entre 1921 et 1932. En réalisant l'église Notre-Dame de Rocquigny il fait preuve d'originalité en mariant la brique et le béton pour la construction du clocher élancé et ajouré.
Vers 1933 il s'installe à Marseille où l'abbé Gabriel Pourtal fait appel à lui pour la construction de l'église Saint-Louis. Malgré une parcelle de terrain aux formes irrégulières l'architecte arrive à utiliser la quasi-totalité de celle-ci.
Pendant la guerre il s'engage dans la Résistance et préside le Comité départemental de Libération de Marseille. Il est ensuite nommé président de l'ordre des architectes. Son activité se concentre sur le logement d'abord dans le cadre de ses fonctions d'architecte en chef de la reconstruction des cantons de Martigues et de Berre-l'Étang et ensuite en tant qu'architecte libéral associé avec son fils Jean Marie Sourdeau. Il construit ainsi de nombreux ensembles aussi bien à Marseille qu'à La Ciotat. Il construit aussi un immeuble pour la caisse régionale d'assurance maladie à l'angle du boulevard Chave et de la rue George à Marseille.

## Le résistant
Jean-Louis Sourdeau participe à la Première Guerre mondiale où il est blessé et décoré de la Croix de guerre 1914-1918.
Pendant la Seconde Guerre mondiale il entre en résistance. Ancien capitaine des Forces Françaises combattantes il est arrêté par les allemands au mois de mars 1943 et déporté à Buchenwald. En tant que résistant il est nommé chevalier de la Légion d'honneur par décret 14 janvier 1948 et promu officier le 16 novembre 1964.